# رفیق حلیش
رفیق حلیش (عربی: رفيق حليش؛ زاده ۲ سپتامبر ۱۹۸۶) یک بازیکن فوتبال اهل الجزایر است.